# 965
| [ Edytuj tabelę ]              |                                                             |
| Książę Polski                  | - 960 Mieszko I 992                                         |
| Król Anglii                    | - 959 Edgar Spokojny 975                                    |
| Hrabia Aragonii                | - 922 Andregota Galíndez 972                                |
| Hrabia Aragonii i król Nawarry | - 926 Garcia I 970                                          |
| Hrabia Barcelony               | - 947 Borrell II 992 - 947 Miro 966                         |
| Książę Bawarii                 | - 955 Henryk II Kłótnik 976                                 |
| Książę Burgundii               | - 956 Otto 965 - 965 Odo-Henryk 1002                        |
| Cesarz Bizancjum               | - 963 Nicefor II Fokas 969                                  |
| Car Bułgarii                   | - 927 Piotr I 969                                           |
| Cesarz Chin                    | - 960 Song Taizu 976                                        |
| Książę Czech                   | - 935 Bolesław I Srogi 972                                  |
| Król Danii                     | - 958 Harald Sinozęby 987                                   |
| Władca Egiptu                  | - 960 Abu al-Hasan Ali 966                                  |
| Król Franków zachodnich        | - 954 Lotar 986                                             |
| Król Gruzji                    | - 961 Dawid III 1001                                        |
| Hrabia Holandii                | - 939 Dirk II 988                                           |
| Cesarz Japonii                 | - 946 Murakami 967                                          |
| Kalif                          | - 946 Al-Muti 974                                           |
| Hrabia Kastylii                | - 923 Ferdinand Gonzalez 970                                |
| Król Khmerów                   | - 944 Radżendrawarman II 968                                |
| Wielki książę Kijowa           | - 945 Światosław I 972                                      |
| Patriarcha Konstantynopola     | - 956 Polieuktos 970                                        |
| Władca Korei                   | - 949 Kwangjong 975                                         |
| Król Leónu                     | - 960 Sancho I Gruby 966                                    |
| Król Norwegii                  | - 961 Harald II Szara Opończa 976                           |
| Hrabia Palatynatu              | - 945 Hermann Pusillus 994                                  |
| Papież                         | - 963 Leon VIII 965 - 964 Benedykt V 965 - 965 Jan XIII 972 |
| Hrabia Portugalii              | - 950 Gonçalo Mendes 999                                    |
| Cesarz Rzymski (niemiecki)     | - 962 Otton I Wielki 973                                    |
| Książę Saksonii                | - 961 Hermann 973                                           |
| Król Szkocji                   | - 962 Dubh 966                                              |
| Doża Wenecji                   | - 959 Pietro IV Candiano 976                                |
| Książę Węgier                  | - 955 Taksony 970                                           |

Rok 965 / CMLXV
stulecia: IX wiek ~
X wiek ~
XI wiek

lata: 955 «
960 «
961 «
962 «
963 «
964 «
965
» 966
» 967
» 968
» 969
» 970
» 975

## Wydarzenia w Polsce
- Małżeństwo Mieszka I i Dobrawy czeskiej; Piastowie zawarli sojusz z Przemyślidami czeskimi[1].
- (965/966) – najstarsza wzmianka o Krakowie wypowiedziana przez arabskiego podróżnika Ibrahima ibn Jakuba.

## Wydarzenia na świecie
- Europa
  - 1 października – Jan XIII został wybrany papieżem[2].
  - Harald Sinozęby, król Danii, przyjął chrzest.
- Azja/Europa
  - Twierdze Tars i Mopsuestii skapitulowały przed wojskami bizantyjskimi.
  - Flota bizantyjska zdobyła Cypr.
  - Książę kijowski Światosław I rozbił państwo Chazarów i zdobył ich stolicę Itil.

## Urodzili się
- Swen Widłobrody – król duński (ok. 987-1014) i norweski (987-994), władca Anglii (1013–1014).

## Zmarli
- 23 lutego – Otto, książę Burgundii (ur. 944)
- 1 marca - Leon VIII, papież (ur. ?)
- 20 maja - Gero, margrabia Marchii Wschodniej (ur. ?)
- 11 października - Święty Bruno I z Kolonii, arcybiskup Kolonii, święty kościoła katolickiego (ur. ok. 925)